# حشرفة (فرع العدين)

تعديل مصدري - تعديل

حشرفة محلة تابعة لقرية المقاديح، التابعة لعزلة الوزيرة بمديرية فرع العدين إحدى مديريات محافظة إب في الجمهورية اليمنية، بلغ تعداد سكانها 77 حسب تعداد اليمن لعام 2004.